# Первоуральск (административно-территориальная единица)
Город Первоуральск — административно-территориальная единица Свердловской области со статусом, соответствующим категории города областного подчинения. Административный центр — город Первоуральск.
В рамках организации местного самоуправления, административно-территориальной единице город Первоуральск соответствует городской округ Первоуральск, с 1 октября 2017 года их территории приведены в соответствие.

## География
Город Первоуральск как административно-территориальная единица граничит:
- с Нижнесергинским районом (на западе и юго-западе);
- с Шалинским районом (на западе и северо-западе);
- с Пригородным районом (на северо-западе);
- с городом Кировградом и ЗАТО городом Новоуральском (на севере);
- с Невьянским районом (на севере и северо-востоке);
- с городом Верхней Пышмой (на северо-востоке);
- с городом Екатеринбургом (на юге и юго-востоке);
- с городом Ревдой (на юге).

## История

### Первоуральский городской совет
3 мая 1935 года город Первоуральск был выделен в самостоятельную административно- хозяйственную единицу с непосредственным подчинением Свердловскому облисполкому.
1 ноября 1935 года Первоуральский район был упразднён и подчинить Первоуральскому горсовету подчинены Битимский, Каменский, Крылосовский, Новоалексеевский, Починковский и Слободской сельсоветы и рабочие посёлки Билимбай, Кузино, Новоуткинск. Ревдинскому горсовету были переданы: рп Дегтярка и Красноярский, Кунгурский, Мариинский сельсоветы.
10 июля 1938 года в городскую черту Свердловска было включено селение Палкино Палкинского сельсовета сельской местности г. Свердловска, из оставшейся территории Палкинского сельсовета был образован Северский сельсовет (центр: с. Северка) с подчинением Первоуральскому горсовету.
4 и 7 марта 1941 года Указами Президиума Верховного Совета РСФСР Билимбаевский, Кузинский, Новоуткинский поссоветы и Битимский, Каменский, Крылосовский, Новоалексеевский, Починковский, Северский и Слободской сельсоветы были выделены из сельской зоны Первоуральска с передачей в состав вновь образованного Билимбаевского района.
2 апреля 1947 года Новоалексеевский и Северский сельсоветы были перечислены из Билимбаевского района в пригородную зону Первоуральска.
17 февраля 1948 года пос. Медное Северского сельсовета был перечислен из пригородной зоны Первоуральска в состав пригородной зоны Свердловска (Широкореченский поссовет).
5 ноября 1955 года территория упразднённого Билимбаевского района была передана в административное подчинение Первоуральскому горсовету.
19 сентября 1958 года Слободской сельсовет упразднён с передачей территорией в административно-территориальное подчинение Новоуткинского поссовета. Битимский и Крылосовский сельсоветы были объединены в один Битимский сельсовет с центром в д. Битимке.
26 мая 1961 года пос. Перескачка был перечислен из состава Новоуткинского поссовета в административно-территориальное подчинение Кузинского поссовета, пос. Крутой из состава Починковского сельсовета в подчинение Билимбаевского поссовета.
6 октября 1961 года пос. Карьероуправления был включён в черту Билимбая.
1 февраля 1963 года горсовет Первоуральска был подчинён Свердловскому областному (промышленному) совету депутатов трудящихся. Первоуральскому горсовету переданы в подчинение Билимбаевский, Кузинский, Новоуткинский и Староуткинский поссоветы и Северский сельсовет. Битимский, Нижнесельский, Новоалексеевский и Починковский сельсоветы Первоуральска были переданы в состав Свердловского сельского района.
6 марта 1964 года пос. Новая Трёка Нижнесельского сельсовета был передан из состава Свердловского сельского района в административно-территориальное подчинение Первоуральска, 17 апреля 1964 года — в подчинение Новоуткинского поссовета г. Первоуральска.
8 июля 1966 года пос. Северка отнесён к категории рабочих посёлков, Северский сельсовет упразднён, образован Северский поссовет и ему в административно-территориальное подчинение переданы населенные пункты: Гора Хрустальная, Палкинский торфяник, Светлая речка и ж.д. рзд. Перегон.
22 ноября 1966 года были переименованы населенные пункты: пос. Карьероуправления — в Доломитовый; пос. лесоучастка Первоуральского промкомбината — в Барсучий; пос. авторемонтного завода — в Вересовку.
11 октября 1972 года были исключены из учётных данных как прекратившие существование: пос. Барсучий Билимбаевского поссовета; пос. Плюсниха Кузинского поссовета; пос. Искра Новоуткинского поссовета; пос. Чусоводстрой Новоалексеевского сельсовета.
9 февраля 1977 года были уточнены как правильные наименования: д. Кузина (вместо варианта вместо д. Кузина(о)) Новоуткинского поссовета, пос. Шишим (вместо варианта пос. Шишимский Дом отдыха) Новоуткинского поссовета, д. Коновалово (вместо варианта д. Коновалова(о)) Битимского сельсовета, д. Крылосово (вместо варианта д. Крылосова(о)) Битимского сельсовета.
23 февраля 1977 года пос. Доломитовый пригородной зоны Первоуральска был включён в черту Билимбая как слившийся с ним.
1 апреля 1977 года были объединены фактически слившиеся населённые пункты:
- пос. Прогресс, пос. Коуровский дом отдыха и пос. Шишим — в пос. Прогресс Новоуткинского поссовета;
- с. Слобода, пос. Коуровская туристическая база, д. Кузина и д. Маевка — в с. Слобода Новоуткинского поссовета;
- пос. Хрустальная и пос. Турбаза — в пос. Хрустальная Новоалексеевского сельсовета.

2 февраля 1978 года было внесено уточнение в написание наименования: пос. Гора-Хрустальная (вместо варианта пос. Гора Хрустальная) Северского поссовета.
10 декабря 2015 года был исключён из учётных данных как прекративший существование пос. Шишимский Дом отдыха, подчинённый Новоуткинскому поссовету.
26 октября 1989 года д. Хомутовка Битимского сельсовета была передана в административное подчинение Первоуральскому горсовету.
15 мая 1991 года были переданы из административно-территориального подчинения Первоуральского горсовета в подчинение Свердловского горсовета: Верх-Исетскому району — пос. Гора Хрустальная и Палкинский Торфяник, ст. Перегон; Железнодорожному району — пос. Северка и ст. Палкино.

### Муниципальное образование
В 1996 году по итогам проведённого 17 декабря 1995 года было создано муниципальное образование город Первоуральск. 10 ноября 1996 года муниципальное образование было включено в областной реестр.
С 31 декабря 2004 года муниципальное образование город Первоуральск получило статус городского округа. Рабочие посёлки Билимбай, Кузино и Новоуткинск были преобразованы в сельские населённые пункты, в городской округ вошли посёлки Дидино и Ильмовка, входившие до этого в Нижнесергинское муниципальное образование.

## Населённые пункты, административно-территориальное устройство
Город Первоуральск как административно-территориальная единица включает 30 населённых пунктов: 1 город и остальные сельские. До 1 октября 2017 года сельские населённые пункты делились на три сельсовета и населённые пункты, непосредственно входящие в город, два в рамках административно-территориального устройства области входили в состав соседней административно-территориальной единицы — Нижнесергинского района.

### Административно-территориальное устройство до 1.10.2017
| №        | ТЕ / АТЕ           | Состав |
| -------- | ------------------ | --- |
| 1        | город Первоуральск | Первоуральск |
| 2        | с.н.п.             | посёлки Билимбай, Коуровка, Кузино, Меркитасиха, Новая Трёка, Новоуткинск, Перескачка, Прогресс, Шадриха, село Слобода, деревня Хомутовка |
| 2.000001 | сельсоветы         | |
| 3        | Битимский          | село Битимка, посёлок Вересовка, деревни Извездная, Коновалово, Крылосово, Макарова, Черемша                                              |
| 4        | Нижнесельский      | село Нижнее Село, деревни Каменка, Трёка                                                                                                  |
| 5        | Новоалексеевский   | село Новоалексеевское, посёлки Канал, Решёты, Флюс, деревня Старые Решёты, посёлок ж/д станции Хрустальная                                |

### Населённые пункты
| №         | Населённый пункт | Тип               | Население |
| --------- | ---------------- | ----------------- | --------- |
| 1         | Билимбай         | посёлок           | ↘4520     |
| 2         | Битимка          | село              | ↘1370     |
| 3         | Вересовка        | посёлок           | ↘842      |
| 4         | Извездная        | деревня           | ↗76       |
| 5         | Каменка          | деревня           | ↗40       |
| 6         | Канал            | посёлок           | ↗12       |
| 7         | Коновалово       | деревня           | ↗169      |
| 8         | Коуровка         | посёлок           | ↘315      |
| 9         | Крылосово        | деревня           | ↘995      |
| 10        | Кузино           | посёлок           | ↘2854     |
| 11        | Макарова         | деревня           | ↗98       |
| 12        | Меркитасиха      | посёлок           | ↘44       |
| 13        | Нижнее Село      | село              | ↗254      |
| 14        | Новая Трёка      | посёлок           | ↘8        |
| 15        | Новоалексеевское | село              | ↘1615     |
| 16        | Новоуткинск      | посёлок           | ↘4382     |
| 17        | Первоуральск     | город, адм. центр | ↘110 999  |
| 18        | Перескачка       | посёлок           | ↘229      |
| 19        | Прогресс         | посёлок           | ↘1903     |
| 20        | Решёты           | посёлок           | ↗742      |
| 21        | Слобода          | село              | ↘319      |
| 22        | Старые Решёты    | деревня           | ↘312      |
| 23        | Трёка            | деревня           | ↘40       |
| 24        | Флюс             | посёлок           | ↘83       |
| 25        | Хомутовка        | деревня           | ↘10       |
| 26        | Хрустальная      | посёлок           | ↘509      |
| 27        | Черемша          | деревня           | ↗63       |
| 28        | Шадриха          | посёлок           | ↘41       |
| 28.000001 | с 1.10.2017      |                   |           |
| 29        | Дидино           | посёлок           | ↘5        |
| 30        | Ильмовка         | посёлок           | ↘16       |

С 31 декабря 2004 года рабочие посёлки Билимбай, Кузино и Новоуткинск были преобразованы в сельские населённые пункты.
Исторически выделялись поссоветы:
- Кузинский — рабочий посёлок Кузино, посёлки Меркитасиха, Перескачка;
- Новоуткинский — рабочий посёлок Новоуткинск, посёлки Коуровка, Новая Трёка, Прогресс, Слобода, Шадриха.

Посёлки Дидино и Ильмовка вошли в состав административно-территориальной единицы с 1 октября 2017 года, до того были в подчинении рабочего посёлка Дружинино Нижнесергинского района.